# Sycophila curta
Sycophila curta är en stekelart som beskrevs av Chen 1999. Sycophila curta ingår i släktet Sycophila och familjen kragglanssteklar.
Artens utbredningsområde är Taiwan. Inga underarter finns listade i Catalogue of Life.